# Zamieranie wierzchołków pędów sosny

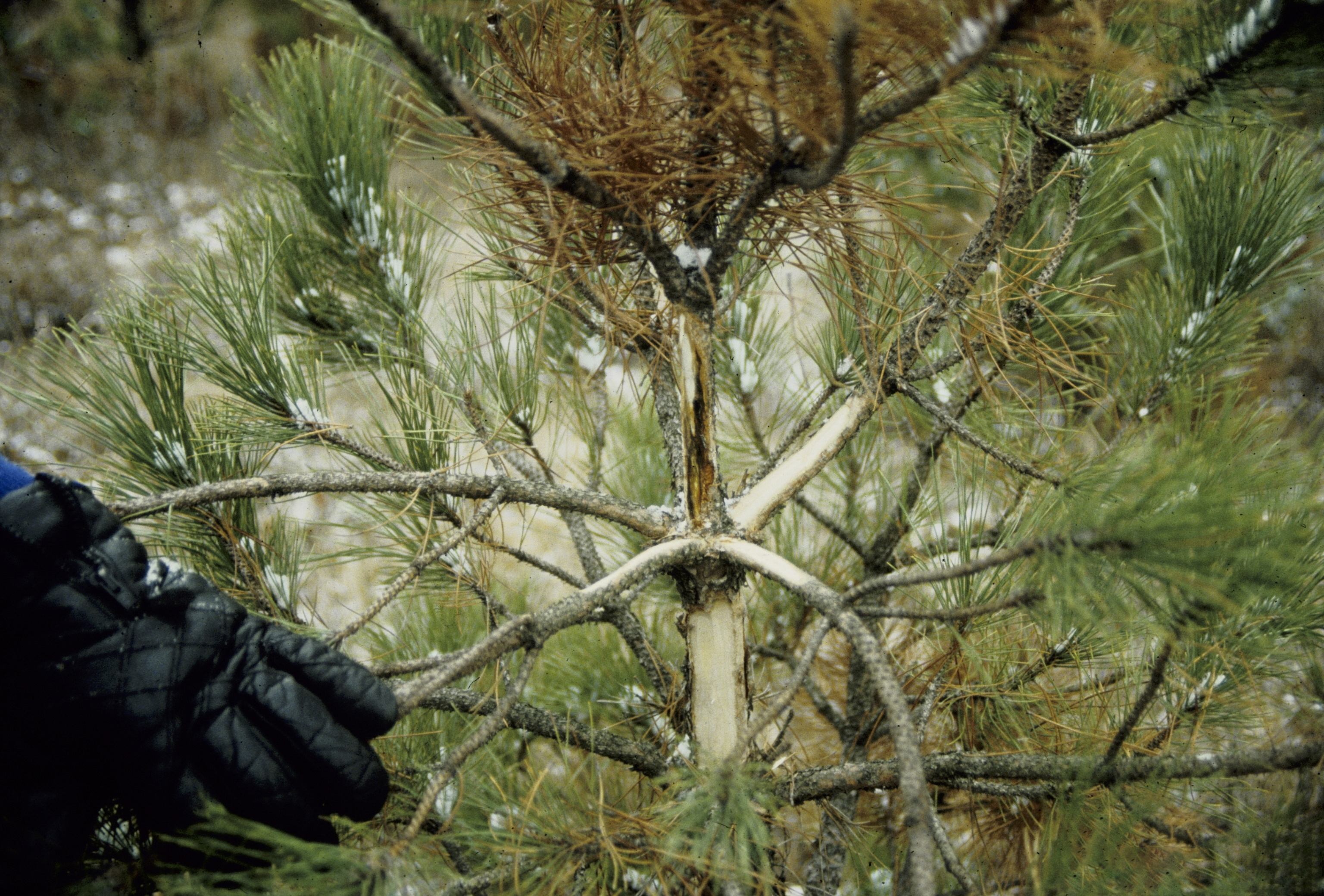
Sosna zaatakowanie przez Sphaeropsis sapinea

Zamieranie wierzchołków pędów sosny – grzybowa choroba sosen, powodująca uszkodzenia pędów powodując ich brunatnienie i zamieranie, wywołana przez Sphaeropsis sapinea (Diploidia pinea). Występuje często obok zamierania pędów sosny i jest z tą chorobą mylona z uwagi na podobieństwo objawów.

## Drzewa atakowane
Do silnie podatnych na chorobę zaliczyć można sosnę czarną, sosnę pospolita i kilka innych. Patogen atakuje najczęściej 10-40 letnie drzewa. W Europie została stwierdzona w drzewostanach sosnowych Danii, Holandii, Niemiec i Rumunii. W ostatnich latach zdradza tendencje do epifitozyjnego występowania, podobnie jak to jest obecnie z zamieraniem pędów sosny powodowanym przez grzyb Gremmeniella abietina.

## Skutki i objawy choroby
Pędy zaatakowanych drzew brunatnieją i pozostają wyraźnie krótsze od zdrowych pędów, podobnie jak ich igły. Zamieraniu pędów towarzyszy silne wydzielanie z nich żywicy. Dolna część porażonych pędów może pozostać zielona i od martwej części oddzielona warstwą miękiszu przyrannego. W martwej korze pędów i u podstawy brunatnych igieł pojawiają się pyknidia patogenu. Grzyb zakaża młode, jeszcze nie zdrewniałe części pędów (dotyczy to siewek, pączków i wierzchołków pędów), jak również nieuszkodzone tkanki. Do zarażenia wykorzystuje zranienia kory powodowane przez owady, zabiegi gospodarcze, gradobicie i wiele innych.